# Howard K. Smith
Howard Kingsbury Smith (* 12. Mai 1914 in Ferriday, Louisiana; † 15. Februar 2002 in Bethesda, Maryland) war ein US-amerikanischer Journalist, Fernsehmoderator und Schauspieler.

## Leben
Smith studierte an der Tulane University in New Orleans und für ein Jahr lang 1936 an der Universität Heidelberg. Nach seinem Studium war er zunächst für die Zeitungen New Orleans Item, United Press in London und The New York Times als Reporter tätig. Er war von Januar 1940 bis Dezember 1941 unter Fred Oechsner Korrespondent der United Press International mit Sitz in Berlin. Zeitweise auch für CBS tätig, interviewte er unter anderem Adolf Hitler, Heinrich Himmler und Joseph Goebbels. Von 1941 bis 1945 hielt er sich mit seiner Ehefrau in der Schweiz auf. Sein Buch Last Train from Berlin („Letzter Zug aus Berlin“) wurde in den USA zu einem Bestseller und erschien 1942, ein Jahr nach dem Berliner Tagebuch von William L. Shirer. Smith war Berichterstatter bei den Nürnberger Prozessen und Zeuge der Hinrichtungen der NS-Kriegsverbrecher von Ribbentrop, Frick, Frank, Kaltenbrunner, Sauckel, Rosenberg, Streicher, Jodl, Keitel und Seyß-Inquart am 16. Oktober 1946 in Nürnberg. Ab 1946 war er für das Londoner Büro von CBS tätig. 1957 kehrte er in die USA zurück und wurde 1960 Leiter des Washingtoner Büros von CBS. 1962 wechselte er zum Sender ABC und war bis 1979 als Fernsehmoderator der Nachrichtensendung ABC Evening News tätig. In den 1970er- und 1980er-Jahren war er außerdem in einigen Film- und Fernsehrollen als Schauspieler zu sehen. So spielte er in 13 Produktionen mit.
Er war ab 1942 mit Benedicte Traberg Smith (1921–2008) verheiratet und hatte zwei Kinder.

## Filmografie (Auswahl)
- 1972: The Candidate
- 1973: The President’s Plane Is Missing
- 1975: Nashville
- 1976: Inspektor Clouseau, der „beste“ Mann bei Interpol
- 1977: Close Encounters of the Third Kind
- 1981: The Pursuit of D. B. Cooper
- 1982: Das schönste Freudenhaus in Texas (The Best Little Whorehouse in Texas)
- 1984–1985: V – Die außerirdischen Besucher kommen (V, Fernsehserie, 11 Episoden)
- 1987: Flucht aus Sobibor (Sescape from Sobibor, Fernsehfilm, Stimme des Erzählers)

## Werke (Auswahl)
- Last Train from Berlin: An Eye-Witness Account of Germany at War, 1942, 2001 neu aufgelegt. Erstausgabe, online

## Preise und Auszeichnungen (Auswahl)
- DuPont Award in den Jahren 1955 und 1963
- Sigma Delta Chi Award für Radiojournalismus im Jahr 1957
- Peabody Award
- Emmy-Award im Jahr 1960